# Chlamydomonas reinhardtii
A Chlamydomonas reinhardtii két ostorával úszó mintegy 10 μm átmérőjű egysejtű valódi zöldmoszat. Sejtfalát hidroxiprolin-gazdag glikoproteinekből építi, továbbá nagy pohár alakú kloroplasztisza, nagy pirenoidja és szemfoltja van.
A Chlamydomonas-fajok világszerte elterjedtek a talajban és a C. reinhardtii az egyik leggyakoribb és a legelterjedtebb. Jól tanulmányozott modellszervezet részben könnyű tenyészthetősége és a genommódosítás könnyűsége miatt. Fény hatására fotoautotróf módon nőhet, de sötétben is élhet szerves vegyületek mellett. A kereskedelemben a biogyógyszerek és -üzemanyag előállításában használatos, de kutatják a hidrogén-előállításban is.
2014-ben a Német Botanikai Társaság az Év Algájának választotta.

## Történet
A C. reinhardtii vad típusú c137 laboratóriumi törzsét (mt+) Amherst közelében Gilbert M. Smith gyűjtötte 1945-ben.
A fajnevet különbözőképp írták a név eltérő orosz átírásai miatt: a reinhardi, reinhardii és a reinhardtii is a C. reinhardtii Dangeard fajra utal.

## Leírás
Sejtjei többnyire gömbölyűek, de lehetnek ellipszoidok, ovoidok, obovoidok vagy aszimmetrikusak. 10–22 μm hosszúak és 8–22 μm szélesek. Sejtfaluk vékony és papilla nélküli, ostoraik hossza a sejttestének 1,5–2-szerese. Alul 1 pohár alakú kloroplasztiszuk van egy alapi helyzetű pirenoiddal.

### Szemfolt
Szemfoltja a páncélos ostorosokéhoz hasonló. A szemfolt a sejt hosszanti tengelye közelében van, és karotinoidgazdag fényvisszaverő szemcserétegből áll a kloroplasztiszban. Fő funkciója az ostorok fénystimulussal kapcsolatos mozgásából álló fototaxis. Ez fontos a zöldmoszatnak, és lehetővé teszi a fotoszintézishez megfelelően világos környezet elhelyezését. Ez a fényintenzitástól függően lehet pozitív vagy negatív. A fototaktikus út 4 lépésből áll, melyek a két ostor (a szemfolthoz közelebbi cisz- és a távolabbi transz-ostor) verésének egyensúlyát befolyásolják.

## Modellszervezetként

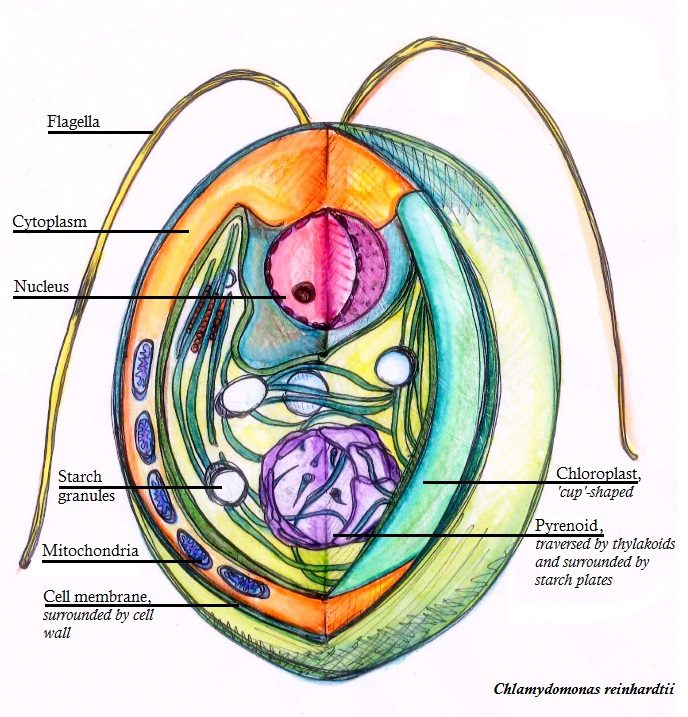
A C. reinhardtii keresztmetszete

A C. reinhardtii a sejt- és molekuláris biológia alapvető kérdéseinek, például a citokinezis, a fototaxis, a sejtfelismerés, a szabályos ismétlődő ostormozdulatok, a proteomszabályzással történő ostorhossz-szabályzás és az ásványitápanyag-mennyiség megváltozására való válaszok módjának kiderítéséhez használt modellszervezet.
Számos ismert mutánsa van, ezek hasznosak számos biológiai folyamat, például az ostormozgás, a fotoszintézis és a fehérjeszintézis vizsgálatában. A Chlamydomonas-fajok általában haploidok, így a hatások további keresztezés nélkül láthatók.
2007-ben közölték teljes magi genomját.
A fénykapus kationcsatornákként működő csatornarodopszin-1-et és -2-t először a C. reinhardtiiból izolálták. Ezeket és hasonló fehérjéket egyre gyakrabban használják az optogenetika területén.

## Mitokondriális jelentőség
A C. reinhardtii genomja fontos a mitokondriumok tanulmányozásában, mivel a mitokondriumokhoz kódolt 13 fehérjéből 6 génjei a sejtmagban vannak, 7-éi a mitokondriumban. A Chlorophyceae osztályon kívüli fajokban e gének csak a mitokondriumokban vannak jelen, és nem expresszálhatók allotópan. Ez fontos a genetikai mitokondriális betegségek terápiájának fejlesztésében.

## Szaporodás
Vegetatív sejtjei haploidak 17 kis kromoszómával. Nitrogénhiány esetén haploid ivarsejtekké alakulnak. Két azonos megjelenésű ivarsejttípus van, így izogám, ezek az mt(+) és az mt(–), ezek diploid zigótává egyesülhetnek. A zigóta nem rendelkezik ostorral, és a faj talajlakó nyugalmi formája. Fény hatására meiózison megy át, és 4 ostoros haploid sejtet bocsát ki, melyek folytatják a vegetatív életciklust.
Ideális körülmények közt a sejtek 2–3 mitózison eshetnek át, mielőtt az utódsejtek az előző sejtfalból kikerülnek, így egy növekedési lépés 4 vagy 8 leánysejtet adhat anyasejtenként.
Sejtciklusa váltakozó fény-sötétség időszakokkal szinkronizálható. Növekedési fázisa fényfüggő, de egy átmeneti ponton túl a folyamatok fényfüggetlenek.

## Genetika
Modellszervezetként való használata nőtt számos genomikai erőforrás kiadásával. A magi genom az Amerikai Egyesült Államok Energiaügyi Minisztériuma Genomintézete által összeállított Chlre3 vázlata 1557, összesen 120 Mbp hosszú scaffoldból áll. Ennek felét legalább 24, egyenként 1,6 Mbp hosszú tartalmazza. A genom az interneten elérhető.
A 15,8 kbp körüli mitokondriális genom NC_001638, a 203 827 bp-os kloroplasztiszgenom NC_005353 azonosítóval érhető el az NCBI adatbázisában.
A genomszekvencia-adatok mellett sok cDNS-könyvtárként vagy expresszált szekvenciajelölőként elérhető expressziószekvencia-adat is létezik. 7 cDNS-könyvtár érhető el interneten. Egy BAC-könyvtár a Clemson Egyetem Genomikai Intézetétől megvásárolható. Van egy több mint 50 000 és egy több mint 160 000 EST-s internetes könyvtár is.
Egy egész genomra kiterjedő, a legtöbb magi gént lefedő inzertációhelyekkel rendelkező mutánskészlet is elérhető a chlamylibrary.org oldalon.
Genomja N6-metiladenozint (m6A) tartalmaz, ez prokariótákban gyakori, eukariótákban ritka. Egyes kutatások szerint helyük a nukleoszómahelyekben fontos, mert a nukleoszómák közti kapcsolóhelyekben és az aktívan átírt gének transzkripciója kezdete helyein vannak.
Több DNS-javítási folyamatra képes lehet. Ilyenek például a homológ rekombináció, a száltörésjavítás és az eltávolításos javítás. A kloroplasztisz kettősszál-töréseket hatékonyan javító rendszerrel rendelkezik. A homológ rekombinációt a kettősszál-törések stimulálják.

## Evolúciós kísérletek
Az evolúciós biológia és ökológia különböző szempontjai tanulmányozására használják rövid nemzedékei, autotróf és fakultatív heterotróf életmódja, ivaros és ivartalan szaporodásra való képessége és az elérhető genetikai információk miatt.
Néhány vizsgált kérdés például az ivaros szaporodás evolúciója, a mutációk hatása a rátermettségre és az adaptáció különböző CO2-szintekhez.
Egy hipotézis szerint az ivaros szaporodás az ivartalannal szemben aktívan fennmarad a jó környezetekben, mert a mutációs terhet a különböző ágakból való mutációkombináció révén csökkenti, növelve az átlagos rátermettséget. Azonban a C. reinhardtii hosszú távú kísérleti kutatása ennek ellentmondott: az ivarosan szaporodó egyedekben nem volt mutációs tisztulás, és nem nőtt a rátermettség.
Többsejtű palmelloid kolóniákat alkothat, és egyes kutatások szerint az egy- és többsejtű állapot váltakozhat.

## Mozgás

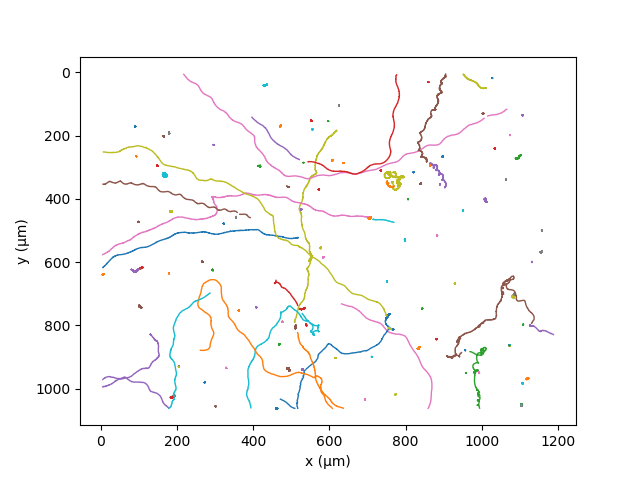
A C. reinhardtii pályája HSA tenyésztőközegben vörös fény alatt

A C. reinhardtii két ostora révén az emberi mellúszáshoz hasonlóan úszik. E mozgást másodpercenként 50-szer ismételve átlagsebessége 70 μm/s; a különböző törzsek genetikai diverzitása miatt széles a sebességtartomány. Néhány másodperc után a két ostor aszinkron verése véletlenszerű irányváltozást okoz, ez a „run and tumble”. Hosszabb időben és nagyobb térben e véletlen mozgás aktív diffúzióként írható le.

## DNS-transzformáció
A géntranszformáció a kloroplasztiszban főleg homológ, míg a magban főleg heterológ rekombinációval történik. A C. reinhardtii kloroplasztiszgenomja mikrorészecske-bombázással vagy üveggyöngymódszerrel transzformálható, ez utóbbi módszer sokkal kevésbé hatékony. A magi genomot üveggyöngymódszerrel és elektroporációval is transzformálták. A biolisztikus folyamat a ptDNS-be való DNS-juttatás leghatékonyabb módja, feltehetően mert a plasztisz a sejt felét elfoglalja, nagy célpontot adva a kis részecskének. Az elektroporáció a leghatékonyabb ismert mód a DNS magi genomba juttatására, maximális transzformációs frekvenciái az üveggyöngymódszeréinél 100-szor nagyobbak.

## Gyakorlati használat

### Biogyógyszer-termelés
Genetikailag módosított C. reinhardtii használható emlősszérum-amiloid, humán antitest, humán érendotélium-növekedési faktor, lehetséges terápiás humán papillomavírus 16-oltás, lehetséges maláriaoltás (ehetőalga-oltás) és rák ellen használható összetett gyógyszer készítésére.

### Alternatív fehérjeforrás
A C. reinhardtii új algaalapú tápanyagforrás lehet. A Chlorella és Spirulina fajainál több α-linolénsavat és kevesebb nehézfémet tartalmaz, minden esszenciális aminosav jelen van benne, fehérjetartalmuk hasonló. A Triton Algae Innovations alternatív fehérjeforrást fejlesztett a C. reinhardtiiból.

### Hidrogéntermelés
1939-ben a Chicagói Egyetemen dolgozó német Hans Gaffron felfedezte az egysejtű zöldmoszatok hidrogén-anyagcseréjét. A C. reinhardtii és néhány más zöldmoszat bizonyos körülmények közt képes leállítani az oxigén- és elindítani a hidrogéntermelést. E csak oxigénhiány mellett működő hidrogenázzal történő reakció rövid életű. A következő 30 évben Gaffron et al. a fotoszintetikus hidrogéntermelés alapjait dolgozták ki.
A hidrogéntermelés növeléséhez az alábbi utakat követték kutatók:
- Az első a hidrogenáz leválasztása a fotoszintézisről. Így az oxigénszint-növekedés nem tudja a hidrogéntermelést gátolni. A hidrogenáz szerkezete megváltoztatásával érzéketlenné tehető az oxigénre, lehetővé téve a folyamatos hidrogéntermelést. Ez esetben az elektronáramlás nem a cukortermelésből származik, hanem a saját keményítő bontásából.[47]
- A második a fotoszintézis a hidrogenáz genetikai módosításával való leállítása. Ez megakadályozza a hidrogéntermelés oxigénkoncentráció-emelkedés miatti leállását.[48]
- A harmadik, melyet elsősorban az 1950-es években vizsgáltak, az algák fotoszintézise által termelt oxigén kémiai vagy mechanikai eltávolítása például oxigéneltávolító anyagokkal vagy további redukálószerekkel, vagy az inert gázokkal való tenyészettisztítás.[49] Ezek azonban nem skálázhatók, és nem alkalmazhatók az alkalmazott rendszerekben. Az újabb kutatások azonban e módszert skálázhatóvá tehették új oxigéneltávolítási módokkal.
- A negyedik a hidrogenáz oxigéntermeléstől való elkülönítése rézsókkal.[50]
- Az ötödik a fotoszintetikus elektronáramlás a Calvin-ciklusban való CO2-kötésről a hidrogenázra való átirányítása rövid fényimpulzusok anaerob algákra való irányításával[51] vagy a CO2-szint csökkentésével.[52]